# ジェームズ・ドラモンド (第4代パース伯爵)

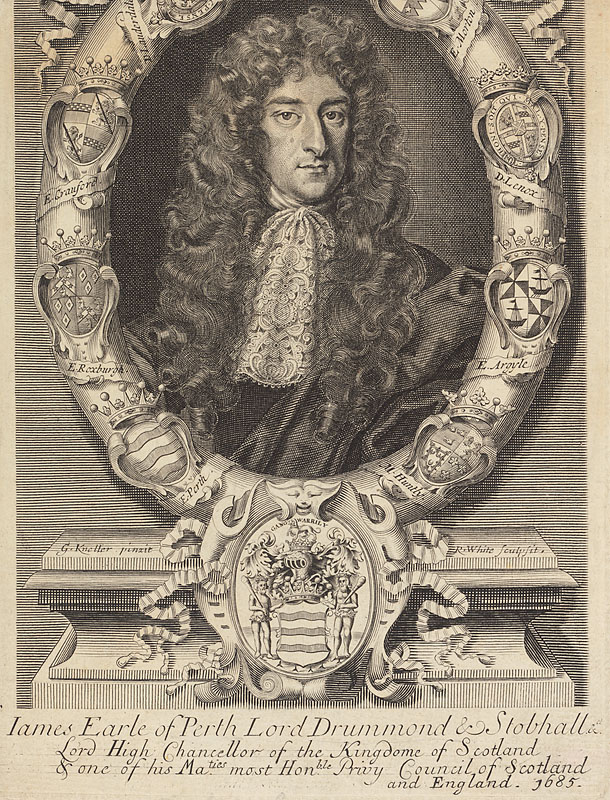
第4代パース伯爵ジェームズ・ドラモンド

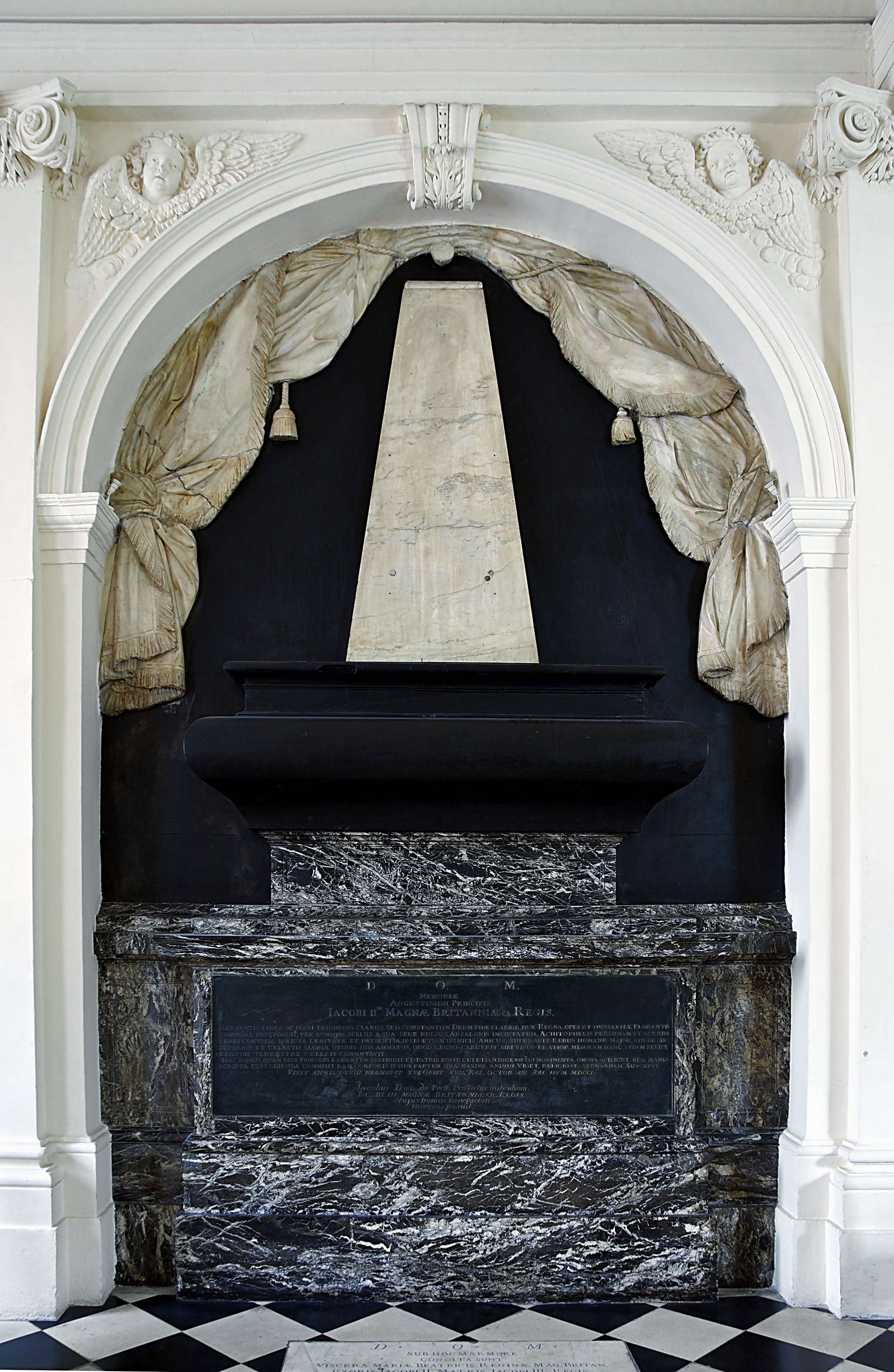
パースがパリ大学旧スコットランド学寮に設置した、ジェームズ2世（7世）の記念碑

第4代パース伯爵ジェームズ・ドラモンド（James Drummond, 4th Earl of Perth, 7th Lord Drummond, "1st Duke of Perth", 1648年 - 1716年5月11日）は、スコットランドの貴族・廷臣。名誉革命後はジャコバイト陣営に加わった。第7代ドラモンド卿でもあり、ジャコバイト貴族としてパース公爵に叙爵された。

## 生涯
第3代パース伯爵ジェームズ・ドラモンドと、その妻で第2代ハントリー侯爵ジョージ・ゴードンの娘であるレディ・アン・ゴードンの間の息子として生まれ、セント・アンドルーズ大学で学んだ後、1675年に父の死を受けて襲爵した。
1678年にスコットランド枢密院の顧問官となり、最初は反抗的なスコットランド西部諸州によるハイランド地方征服計画を断念させようとするローダーデイル公爵ジョン・メイトランドの政策を支持したが、後にハミルトン公爵ウィリアム・ダグラス＝ハミルトンの派閥に鞍替えした。スコットランド民事控訴院の首席判事（Lord Justice General）および特別判事（Extraordinary Lord of Session）に就任した。パース伯はスコットランドに初めて指締め（thumbscrew）の拷問を導入した。1684年から1688年まではスコットランド大法官を務めた。
パース伯はウィリアム・ペンによる東ジャージーへの植民事業のパートナーの1人であり、現在のアメリカ合衆国ニュージャージー州に所領を持つ24人の大地主の1人としてニュージャージーの開拓に大きく貢献、1684年に入植のための探検事業に出資している。スタテン島の海を隔てた向かいに位置する現在のニュージャージー州パースアンボイは、パース伯にちなんで名づけられた。
1685年、パース伯は弟の初代メルフォート伯爵ジョン・ドラモンドと共にカトリックに改宗、兄弟は翌1686年にエディンバラにカトリックの礼拝堂を建設し、公にカトリックの礼拝を行ったために民衆暴動を引き起こした。パース伯と弟のメルフォート伯は国王ジェームズ2世（7世）に対し、スコットランド議会は審査法、カトリック信徒とプロテスタントの国教忌避者に対する罰金法の廃止に賛成するだろうと語ったが、これは後に誤った読みだったことが判明する。にもかかわらず、パース伯は1687年5月29日にジェームズ王が創設したシッスル勲章を最初に授与された8人のうちの1人となった。
1688年に名誉革命が発生してジェームズ2世が亡命すると翌1689年に逮捕・投獄され、カーコーディ、スターリング城などの牢獄を転々とした。1693年8月4日になって王国内から退去するという誓約書を書き、5000ポンドの保釈金を払ってようやく解放された。
解放後はフランス・サン＝ジェルマン＝アン＝レーに置かれたジェームズ2世の亡命宮廷に加わり、1696年8月19日にはウェールズ公ジェームズ・フランシス・エドワードの傅育係（Governor）に任じられた。1701年10月17日以前に、ジェームズ3世（8世）と称したジェームズ・フランシス・エドワードにより「パース公爵、ドラモンド侯爵、スタブホール伯爵、カーギル子爵、コンクレイグ男爵（Duke of Perth, Marquess of Drummond, Earl of Stobhall, Viscount Cargill, and Baron Concraig）」に叙せられた。この叙爵は全てスコットランド貴族としての叙爵とされた（実際にはジャコバイト貴族のそれである）。同年、フランス王ルイ14世により公爵位を追認されている。
1703年2月14日に国王の寝室係（Gentleman of the Bedchamber）となり、1706年6月21日には（ジャコバイトの）ガーター勲章を授与された。後に王妃メアリーの侍従となり、スペイン王によって金羊毛騎士団の騎士に叙せられた。またジャコバイトの聖座大使としても活動した。ジェームズ2世の死後、パリ大学スコットランド学寮内に国王の記念碑を設けたのもパースであった。1716年に死去、パリのスコットランド人礼拝堂に埋葬された。
パースは生涯に3度結婚した。1670年1月18日に初代ダグラス侯爵ウィリアム・ダグラスの娘のレディ・ジェーン・ダグラスと最初の結婚をし、メアリー（1712年没、第9代マーシャル伯爵ウィリアム・キース夫人）、ジェームズ（1673/74年 - 1720年、第2代パース公爵）、ジョン（1685年 - 1757年、第5代パース公爵）の2男1女の3人の子女をもうけた。2番目の妻リリアス・ドラモンドは同族でタリバーディン伯爵の未亡人だったが、間に子供は無い。3番目の妻は第3代ハントリー侯爵ルイス・ゴードンの娘レディ・メアリー・ゴードンで、彼女との間には一人息子エドワード（1760年没、第6代パース公爵）をもうけた。メアリーとマーシャル伯との間に生まれた外孫のジェームズ・キースもジャコバイトとして活動、後にロシア・プロイセンに移り軍人として活躍していった。

## 関連図書
- Chisholm, Hugh, ed. (1911). "Perth, Earls and Dukes of" . Encyclopædia Britannica (英語). Vol. 21 (11th ed.). Cambridge University Press. p. 259.

| 公職                        | 公職                                                   | 公職                                  |
| --------------------------- | ------------------------------------------------------ | ------------------------------------- |
| 先代 アバディーン伯爵       | スコットランド大法官 1684年 – 1689年                   | 次代 ツイードデイル侯爵               |
| スコットランドの爵位        |                                                        |                                       |
| 先代 ジェームズ・ドラモンド | パース伯爵 1675年 – 1716年                             | 剥奪 1853年復活：ジョージ・ドラモンド |
| 称号喪失                    | — 名目上 — パース伯爵 ジャコバイト貴族 1716年          | 次代 ジェームズ・ドラモンド           |
| 爵位創設                    | — 名目上 — パース公爵 ジャコバイト貴族 1701年 – 1716年 | 次代 ジェームズ・ドラモンド           |